# Lupinus altimontanus
Lupinus altimontanus är en ärtväxtart som beskrevs av Charles Piper Smith. Lupinus altimontanus ingår i släktet lupiner, och familjen ärtväxter. Inga underarter finns listade i Catalogue of Life.